# Nepociano

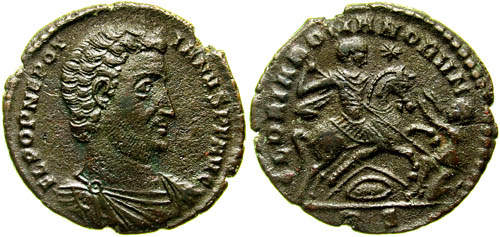
Moneda de Nepociano

Flavio Julio Popilio Nepociano Constantino, en latín: Flavius Iulius Popilius Nepotianus Constantinus, (fallecido el 30 de junio de 350) fue un miembro de la dinastía Constantiniana, y un usurpador del Imperio romano de corta duración.
Gobernó en la ciudad de Roma durante veintiocho días, hasta que Marcelino, general del usurpador Magnencio, acabó con su vida.
Nepociano era hijo de Eutropia, media-hermana del emperador Constantino I el Grande; y de Virio Nepociano. Por parte de madre, era nieto del emperador Constancio I Cloro y de Flavia Maximiana Teodora.
Tras la revuelta de Magnencio, Nepociano se autoproclamó emperador y penetró en Roma con un grupo de gladiadores el 3 de junio de 350, lo que hizo que el Praefectus urbi Ticiano (o Anicio, o Aniceto), aliado de Magnencio, huyera, tras ser derrotado al mando de una fuerza compuesta por ciudadanos sin preparación militar.
Magnencio pronto afrontó la situación enviando a su magister officiorum de confianza, Marcelino, a Roma. Nepociano murió en la lucha (30 de junio de 350), y su cabeza fue puesta en una pica y llevada alrededor de la ciudad (Eutropio). En los días siguientes, Eutropia también fue asesinada, incluida en la persecución de los seguidores del difunto, muchos de los cuales eran senadores.